# Cornelia Knight
Ellis Cornelia Knight, född 1757 i London, död 17 december 1837 i Paris, var en engelsk konstnär. Hon blev 1795 hedersledamot i konstakademien.